# 管桦
管桦（1922年1月9日—2002年8月17日），原名鲍化普，男，河北丰润人，中华人民共和国作家。

## 生平
管桦生于丰润县三女河乡女过庄村一户普通农家。还乡河的支流泥河流经村边，他的童年便在芦苇荡中度过。8岁进入本村小学学习，后来升初中时因家贫而被迫中断学业。从此，他经常到野外拾柴禾，夏收时拾麦穗，冬季农闲时在家读《红楼梦》、《西游记》、《水浒》、《七侠五义》等古典文学作品。
1938年7月，管桦的父亲鲍子菁参加了由中共冀东党组织直接指挥的20万工农参加的冀东大暴动，先后收复日军控制的9座县城，切断了北宁铁路。鲍子菁任国民革命军第九路军第七师师长，后调入八路军冀东军区政治部工作，1944年在与日军作战中牺牲。鲍子菁参加冀东大暴动时，托朋友将家属送到天津避战火。管桦随母亲在天津居住期间，进入志远中学学习，在校期间阅读了鲁迅、茅盾、巴金、田汉、丁玲、老舍、王统照等不少中国作家的作品，作文成绩提高很大，多次获得语文老师表扬。一位语文老师甚至说：“你将来可能成为一个文学家。”当时管桦酷爱绘画，每日放学回家后总会临摹父亲给他买的《芥子园画谱》。
冀东抗日根据地成立后，父亲将全家人从天津接回冀东。1940年，管桦参加八路军，想进抗日军政大学（简称抗大）学习军事以便到抗日前线杀敌，但抗大不招收无战斗经验的学生。他只得进入晋察冀边区的华北联合大学文艺学院文学系学习。为不连累家人，不少学员都把名字改了。管桦起初改名“管华”，但同学们开玩笑说：“管理中华，野心太大了吧！”他改口说：“我喜欢树木，抗战胜利后，我就管理一片树林。”于是他改名“管桦”，后来也成为他的笔名。在校期间他学习革命理论及文学知识，观看了文工团演的《带枪的人》、《母亲》等节目，并且“第一次听到福楼拜、莫泊桑、大仲马等作家的名字和老师对他们作品的分析”。
1942年毕业后，管桦被分配到中共冀热边特委主办的救国报社担任随军记者。任职期间1942年他创作出描写抗日战争生活的短篇小说《行军》，发表在《挺进军报》上，自此开始文学创作。1943年，调到冀东军区政治部尖兵剧社工作，历任文艺演出队副队长、队长及冀热辽军区文工团副团长等职。其间创作了大量歌词、剧本、文艺通讯，也写了小说。1945年抗日战争胜利后，随部队挺进中国东北。1946年加入中国共产党。
1948年，管桦因病从部队转业，调任东北鲁迅文艺学院研究员。该学院的前身是1938年在延安创建的鲁迅艺术学院（简称鲁艺），1946年以后，鲁艺先后迁至齐齐哈尔、佳木斯、哈尔滨、沈阳，并改为东北鲁迅文艺学院。在东北期间，他先后写出歌剧《归队立功》，写出并发表了中篇小说《荆各庄的故事》及短篇小说《雨来没有死》，与别人合著出版了歌剧《国军现形记》及话剧《蒋敌伪合流》。其中歌剧《归队立功》（李劫夫作曲）获得冀察热辽军区通令嘉奖，并获朱德奖章。
在抗日战争时期，管桦作为随军记者经常独自活动，为他带路的往往是些年纪很小的儿童团员，他见过许许多多冀东抗日的少年儿童，也听过不少他们的抗日事迹。1945年夏秋之交，冀东军区八路军某部攻打玉田县城，管桦和尖兵剧社其他几人要到前线采访，在城南庄为他们带路的是个十三四岁的孩子，又活泼又自信，一行人走着走着忽然发现远处有座炮楼，孩子被炮楼里射出的子弹击中太阳穴当场牺牲，这给管桦留下了难以忘怀的记忆。后来在随东北鲁迅文艺学院迁到沈阳后，他开始创作短篇小说《雨来没有死》，写成初稿后首先送给同在该学院工作的周立波审阅，获得周立波称赞和鼓励。很快《雨来没有死》于1948年在《晋察冀日报》副刊上发表，获得读者一致好评。中华人民共和国成立初期，短篇小说《雨来没有死》被选入全国中、小学语文课本（后来课文标题改为《小英雄雨来》），管桦也因此成名。小英雄雨来成为中华人民共和国全国中、小学生心目中的小英雄，他的故事伴随了中华人民共和国几代人的成长。
中华人民共和国成立后，管桦先是调到天津音乐学院任职，后任中央乐团创作员，最终成为北京市作家协会驻会作家。其间，他创作了故事大合唱《飞虎山》（张文纲作曲）、歌曲《听妈妈讲那过去的事情》（瞿希贤编曲）等的歌词。在《雨来没有死》的基础上，管桦于1955年写作并发表了中篇小说《小英雄雨来》。1963年，《小英雄雨来》由河北人民出版社出版单行本，后多次再版。后来还出现了多家出版社都印行这部小说的火热局面。该小说后被改编为同名连环画、同名电影、同名儿童评歌剧等等。
“文革”初期，一次冲击北京市文联的中学生红卫兵要揪斗管桦，拿着皮带准备殴打他，其中有人问了句：“管桦是谁？”旁边有人答：“就是写《小英雄雨来》的那个作家。”这些中学生都很熟悉《小英雄雨来》，因此放过了管桦。但在“文革”期间，《小英雄雨来》从教材中消失。当时天津市中、小学语文教师曾经一致要求将《小英雄雨来》继续编入语文课本。但上级有关领导指这篇课文中“我们是中国人，我们热爱自己的祖国”这句话含有大国沙文主义意味，必须删除，并且要求管桦把“雨来”这个人物改写成革命样板戏《红灯记》里李玉和似的高大形象，还派两位青年教师代表到管桦住处传达上述上级指示。管桦听后严词拒绝，两位青年教师代表乃匆忙返回天津。文革期间，管桦被打倒后，突发心肌梗塞。后来他的作品不准发表，他就在家继续写长篇小说《将军河》，并且开始画墨竹。
改革开放后，管桦是第五、六、七、八届全国政协委员，北京市文联主席，中国作协北京分会主席，一级教授。1949年加入中国作家协会。
管桦希望在家乡的还乡河公园建一座小英雄雨来纪念园，很快获得中共唐山市委、唐山市人民政府支持。1998年，“小英雄雨来纪念园”在唐山市丰润区还乡河公园落成，雨来纪念碑上有管桦亲笔撰写的碑文。
2002年8月17日，管桦因急性心肌梗塞在唐山病逝，享年81岁。

## 著作
- 长篇小说《将军河》、《深渊》[4]
- 中篇小说《辛俊地》[4]
- 短篇小说集《三只火把》、《山谷中》[4]
- 诗集《儿童诗歌选》[4]
- 《管桦中短篇小说集》[4]
- 《管桦文集》（六卷）[4]
- 《管桦墨竹》[5]
- 歌剧剧本《归队立功》（李劫夫作曲）获冀察热辽军区通令嘉奖并获朱德奖章[4]
- 故事大合唱《飞虎山》（张文纲作曲）获国际三等奖[4]
- 中篇小说《小英雄雨来》获国家一等奖[4]
- 作词的歌曲《快乐的节日》（李群作曲）、《我们的田野》（张文纲作曲）、《听妈妈讲那过去的事情》（瞿希贤编曲）均获国家一等奖[4]